# バランタ

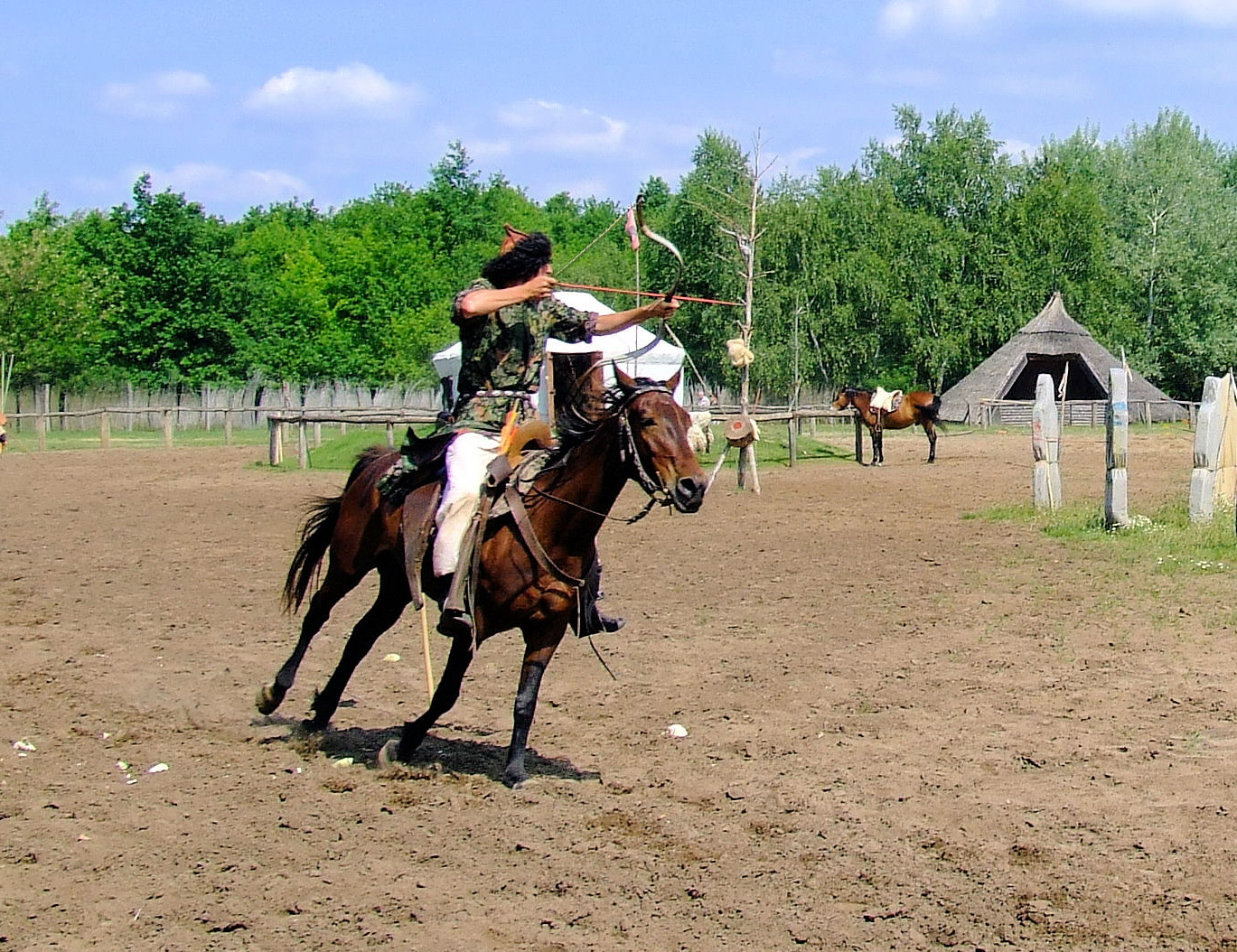
弓を射るハンガリー人

バランタ（ハンガリー語　Baranta）とは、ハンガリーの武術。

## 概要
バランタとはハンガリー語で「戦いに備える」という意味があり、試合も実戦の訓練として行われる。体術・武器術・馬術がある。騎馬民族らしく、馬に乗っている時と降りているときの戦闘を分けて考え、別の種目として訓練しており、馬術は馬の特性を活かす事を特徴としている。武器は弓・サーベル・刀・槍・鞭・斧・ナイフ・棒・盾を使う。

## 歴史
1000年前のハンガリー王国創建の時代に遡る歴史を持ち、ハンガリーの武士（郷紳）階級の間で訓練されてきた。ハンガリー王国はモンゴル帝国と戦いで防衛体制を強化したため武術は大きく発達した。オーストリア＝ハンガリー帝国時代になると国王によって武術は禁止されたが、バランタは羊飼いや軍のダンスと形を変えて伝えられていく事となる。その後、ハプスブルク家が衰退するとバランタは再興した。
二度の世界大戦の間にハンガリー王国の陸軍士官は国民の忠誠心と戦闘力を高めるためにバランタを軍隊で教えた。このことが切っ掛けとなり軍の学校を中心にバランタの指導法の研究が進み、その後、モンゴルやカザフスタンの武術も研究しながら技術を発展させていく。

## リーグ
1997年にバランタリーグが形成され、1998年に最初のバランタ選手権が行われた。種目は馬上と降りた時に分かれており、段位は古代のハンガリーの動物名で付けられている。